# Halowe Mistrzostwa Europy w Lekkoatletyce 1972 – skok w dal kobiet
Skok w dal kobiet – jedna z konkurencji technicznych rozgrywanych podczas halowych lekkoatletycznych mistrzostw Europy w hali Palais des Sports w Grenoble. Rozegrano od razu finał 12 marca 1972. Zwyciężyła reprezentantka Republiki Federalnej Niemiec Brigitte Roesen. Tytułu zdobytego na poprzednich mistrzostwach nie broniła Heide Rosendahl z RFN.

## Rezultaty
Rozegrano od razu finał, w którym wzięło udział 10 zawodniczek.

Opracowano na podstawie materiału źródłowego.
| Poz. | Zawodniczka           | Reprezentacja   | Próby | Próby | Próby | Próby | Próby | Próby | Wynik | Uwagi |
| Poz. | Zawodniczka           | Reprezentacja   | 1     | 2     | 3     | 4     | 5     | 6     | Wynik | Uwagi |
| ---- | --------------------- | --------------- | ----- | ----- | ----- | ----- | ----- | ----- | ----- | ----- |
| 01 ! | Brigitte Roesen       | RFN             | x     | 6,42  | x     | x     | x     | 6,58  | 6,58  |       |
| 02 ! | Meta Antenen          | Szwajcaria      | 6,35  | 6,36  | 6,39  | x     | 6,36  | 6,42  | 6,42  | NR    |
| 03 ! | Jarmila Nygrýnová     | Czechosłowacja  | 6,39  | x     | 6,28  | 6,33  | 6,04  | 6,32  | 6,39  |       |
| 4.   | Sieglinde Ammann      | Szwajcaria      | 6,22  | x     | 6,26  | 6,21  | 6,20  | 6,20  | 6,26  |       |
| 5.   | Maureen Chitty        | Wielka Brytania | 6,26  | 6,15  | x     | x     | 6,13  | 6,11  | 6,26  |       |
| 6.   | Elena Vintilă         | Rumunia         | 6,26  | x     | x     | x     | x     | x     | 6,26  |       |
| 7.   | Diana Jorgowa         | Bułgaria        | 6,21  | x     | 6,12  | x     | 6,18  | x     | 6,21  |       |
| 8.   | Viorica Viscopoleanu  | Rumunia         | 6,01  | x     | x     | 5,61  | x     | x     | 6,01  |       |
| 9.   | Ruth Martin-Jones     | Wielka Brytania | 5,99  | x     | 6,00  |       |       |       | 6,00  |       |
| 10.  | Marie-Pascale Guillet | Francja         | x     | 5,42  | 5,56  |       |       |       | 5,56  |       |